# Савкинская волость (Жиздринский уезд)
Савкинская волость — волость в составе Жиздринского уезда Калужской губернии (в 1920—1923 — Бежицкого уезда Брянской губернии). Административный центр — деревня Савки Малыя.

## История
Савкинская волость образована в ходе реформы 1861 года. Первоначально в состав волости входило 14 селений: село Воскресенск, деревни Верхняя Песочня, Голосиловка, Дурина, Желтоухи, Кузнецы, Петровка, Нижняя Песочня, Острая слободка, Савки Большия, Тешевичи, Черная, поселок Высельцы, сельцо Нагорное (Фабричное).
На 1880 год в составе волости числилось 8594 десятины земли. Население волости составляло в 1880 году — 4249, в 1896 — 4659, в 1913 — 5886 человек.
В волости был церковный приход в селе Воскресенск — Церковь Воскресения Словущего. «Кирпичная однопрестольная церковь построена в 1853 на средства помещика Д. Н. Засецкого и уроженца села курского архиеп. Илиодора (Чистякова). Закрыта и разрушена в сер. XX веке». Волость в большой степени была населена старообрядцами. Молитвенные дома располагались в деревне Савки Малыя: «Моленные в избах старообрядцев-поморцев, исторически населяющих деревню, существовали издавна. Ок. 2008 оборудован молитвенный дом в приобретённом кирпичном одноэтажном здании.», и в деревне Новоселки: «Старообрядческая белокриницкая моленная в частном доме. Не сохранилась». В Нижней Песочне располагалась кирпичная часовня, построенная на деревенском кладбище во 2-й пол. 1900-х на средства крестьянина Максима Дяткова по проекту П. Брынцева. Разрушена в 1941-1945.
1 апреля 1920 года Жиздринский уезд был перечислен в Брянскую губернию
В 1922 году Савкинская волость была включена в Бежицкий уезд той же губернии, а в 1923 году вошла в состав укрупнённой Песоченской волости.
В 1929 году Брянская губерния и все её уезды были упразднены, а их территория вошла в состав новой Западной области.
С 1944 года территория Савкинской волости относится к Кировскому району Калужской области.